# Кремница (река)
Кремница (Кремиченка, Кремеченка) — река в Ступинском районе Московской области, левый приток Оки. Впадает в Оку в районе Свято-Троицкого Белопесоцкого монастыря, напротив города Каширы. Общая длина реки около 12 километров.

## Гидроним
Происхождение названия реки до сих пор не ясно, но бытует мнение, что Кремиченка названа так из-за встречающихся в среднем течении россыпей кремнёвых булыжников под меловыми обрывами. В этих камнях иногда находили кварцевые и аметистовые жеоды.

## Течение
Кремиченка вытекает из большого болота на окраине промзоны города Ступино, неподалёку от Ступинской ТЭЦ. Течёт на юго-восток через населённые пункты Ступинского района: город Ступино, посёлок Акри, посёлок Белопесоцкие выселки. В верхнем течении протекает под территорией города Ступино в закрытом коллекторе до выхода на поверхность в районе улицы Гаражной. Далее до впадения в Оку течёт на поверхности, в основном вдоль дачных участков, но возле посёлка Акри некоторое время протекает по опушке леса в незастроенной болотистой низменности. Последние 600—800 метров перед впадением в Оку протекает через пойменный луг. В районе посёлка Белопесоцкие выселки образует заболоченное озеро, являющееся частью очистных сооружений города Ступино, и образованное насыпной дамбой. Уровень воды регулируется гидротехническими сооружениями. В этом месте принимает в себя сброс очищенных вод с очистных сооружений, поэтому в нижнем течении становится более бурной и полноводной.
Имеет притоки — ручей Иванова берущий начало в Ступинском парке, ручей глинка берущий начало в садоводческих участках из водоемов. По берегам расположены источники чистой воды, которые также питают речку.

## Гидрология
Русло реки очень извилистое, ширина сильно варьируется в зависимости от почвы и особенностей рельефа местности. Так, максимальная ширина в пойменных низинах может достигать двух — четырёх метров, минимальная — в глинозёмных каменистых оврагах — до метра. Глубина в основном редко где превышает 40 см, однако на излучинах встречаются глубокие участки. Так же стоит учесть, что протекая под городом, Кремиченка. Дно реки в верхнем течении в основном представлено глинозёмными почвами и каменными россыпями. В среднем и нижнем течении преобладает песчаное дно, которое в местах значительного расширения русла бывает сильно заилено, а сам грунт по плотности приближается к вязкой трясине, и представляет большую опасность при попытке перейти реку вброд. Скорость течения в межень от 0,5 до 1 метра в секунду, в сезонное половодье — до 2 метров в секунду.